# 작은일본두더지
작은일본두더지(Mogera imaizumii)는 두더지과에 속하는 포유류의 일종이다. 일본의 토착종이다.